# Mordechai Rotenberg
Mordechai Rotenberg in ebraico מרדכי רוטנברג‎? (Breslavia, 1932) è uno psicologo e sociologo israeliano, studioso di sociologia assistenziale presso l'Università Ebraica di Gerusalemme. Per il suo operato nel campo dell'assistenza sociale, ha ricevuto nel 2009 il Premio Israele.

## Biografia
Mordechai Rotenberg è nato a Breslavia, in Germania (oggi in Polonia). Suo padre proveniva da Varsavia, discendente del rinomato rabbino Yitzchak Meir Alter, fondatore della setta dinastica Ger; era inoltre proprietario di una casa editrice a Breslavia. Nel 1939, alla vigilia della seconda guerra mondiale, la famiglia emigrò in Palestina. Il padre di Rotenberg aprì una piccola tipografia a Gerusalemme. Rotenberg crebbe in un ambiente charedì, con tre fratelli e una sorella.
Nel 1960 si è laureato presso l'Università Ebraica di Gerusalemme e nel 1962 ha ricevuto un Master of Social Work dall'Università di New York. Nel 1969 ha ottenuto un Ph.D. dalla Università della California - Berkeley.
Nel 1970, Rotenberg si è associato alla Facoltà dell'Università Ebraica, ottenendo la cattedra professorale nel 1980. Ha fondato una nuova sottodisciplina in psicologia e religione. È autore di numerose opere specialistiche, che sono state tradotte in inglese, francese, portoghese e giapponese. Rotenberg ha insegnato presso l'Università della Pennsylvania, l'Università della California a Berkeley, il Jewish Theological Seminary, l'Università della Città di New York e la Yeshiva University.

## Approccio clinico
Rotenberg ha sviluppato teorie innovative che si basano sulle interpretazioni psicologiche di concetti chassidici e midrashici. Descrive il suo approccio come "ribiografia", cioè "rileggere una data biografia in modo che diventi possibile vivere col testo." In un'intervista col quotidiano Haaretz ha dichiarato: "Tutta la vita è un testo e propongo quindi un nuovo termine - ricomposizione, riscrittura della melodia della vita. Non dobbiamo cancellare il passato, ma possiamo ricomporlo, e a tale scopo cito esempi dalla Ghemara."

### Il Paradigma Tzimtzum
Rotenberg ha adottato il paradigma tzimtzum cabalistico-chassidico, che crede abbia importanti implicazioni per la terapia clinica. Secondo tale paradigma, l'"autolimitazione" di Dio per lasciare spazio al mondo può servire come modello del comportamento umano e della sua interazione. Il modello tzimtzum promuove uno speciale approccio centrato sulla comunità, che contrasta fortemente con il linguaggio della psicologia occidentale.

## Premi
Nel 2009, Rotenberg è stato il recipiente del Premio Israele per la sociologia applicata, in connessione con la sua ricerca nel campo dell'assistenza sociale.

## Opere
- Damnation and Deviance: The Protestant Ethic and the Spirit of Failure
- Rewriting the Self: Psychotherapy and Midrash
- The Yetzer: A Kabbalistic Psychology of Eroticism and Human Sexuality
- Hasidic Psychology: Making Space for Others
- Creativity and Sexuality: A Kabbalistic Experience
- Between Rationality and Irrationality: The Jewish Psychotherapeutic System
- Dialogue With Deviance
- The Trance of Terror, Psycho-Religious FundaMentalism: Roots and Remedies
- Dia-logo Therapy: Psychonarration and PaRDeS
- Re-Biographing and Deviance: Psychotherapeutic Narrativism and the Midrash